# オスカー・ハマースタイン1世

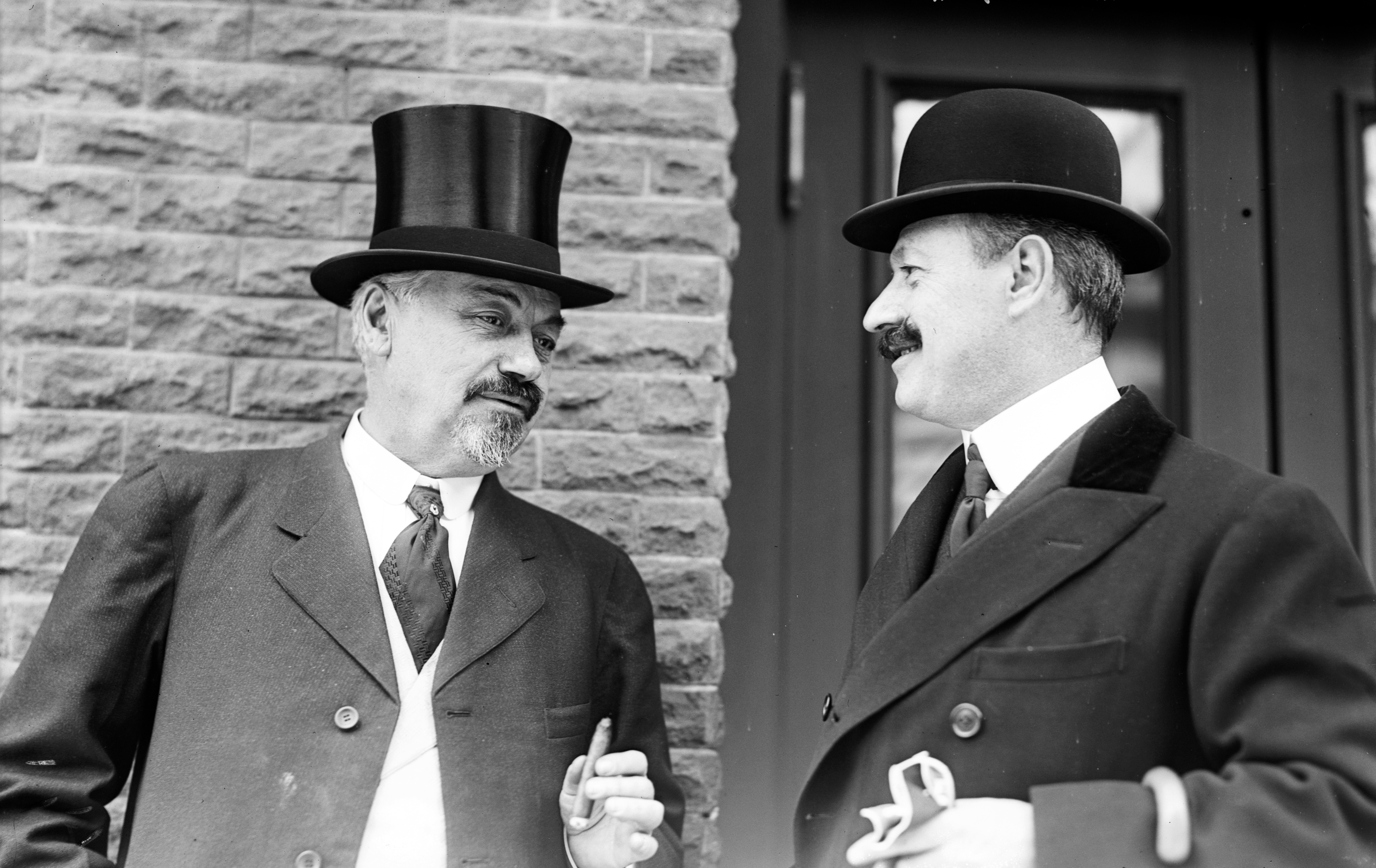
イタリアの指揮者クレオフォンテ・カンパニーニ (en、右) とオスカー・ハマースタイン1世 (左)。1908年、ニューヨークにて。

オスカー・ハマースタイン1世（オスカール・ハンマーシュタイン ドイツ語: Oscar Hammerstein, 1847年5月8日 - 1919年8月1日）は、ドイツのシュテティーン（現ポーランド・シュチェチン）出身のアメリカ合衆国のオペラ興行主。
ユダヤ系ドイツ人（東欧系ユダヤ人）の家庭に生まれた。後に家族とアメリカに移住した。
タバコ製造で財を成し、1890年のハーレム・オペラ・ハウスを皮切りに、ブロードウェイに多くのオペラ劇場を建設した。「サロメ」「エレクトラ」などを、一流の歌手による講演で米国に導入した。
作詞家オスカー・ハマースタイン2世は孫。